# Słobódka (gmina)
Słobódka – dawna gmina wiejska istniejąca do 1945 roku na obszarze Ziemi Wileńskiej/woj. wileńskiego (obecnie na Białorusi). Siedzibą gminy było miasteczko Słobódka (592 mieszkańców w 1921 roku).
Początkowo gmina należała do powiatu jezioroskiego w guberni kowieńskiej. 31 października 1919 gminę włączono do utworzonego pod Zarządem Cywilnym Ziem Wschodnich nowego powiatu brasławskiego, który wszedł w skład okręgu wileńskiego. 20 grudnia 1920 gmina weszła w skład tymczasowego okręgu nowogródzkiego, a 19 lutego 1921 została włączona do nowo utworzonego woj. nowogródzkiego. Od 13 kwietnia 1922 gmina Słobódka należała do objętej władzą polską Ziemi Wileńskiej, przekształconej 20 stycznia 1926 roku w województwo wileńskie. Gmina Słobódka była jedną z 7 gmin wzdłuż granicy z Łotwą.
Po wojnie obszar gminy Słobódka wszedł w struktury administracyjne Związku Radzieckiego.

## Demografia
Według Powszechnego Spisu Ludności z 1921 roku gminę zamieszkiwało 9.344 osób, 7.961 było wyznania rzymskokatolickiego, 155 prawosławnego, 7 ewangelickiego, 913 staroobrzędowego, 558 mojżeszowego a 10 mahometańskiego. Jednocześnie 6.299 mieszkańców zadeklarowało polską przynależność narodową, 2.063 białoruska, 4 niemiecką, 504 żydowską, 446 rosyjska, 10 tatarska, 5 litewską i 3 łotewską. Było tu 1.710 budynków mieszkalnych.